# Ghiacciaio des Evettes
Il ghiacciaio des Evettes (in francese glacier des Evettes) si trova nelle Alpi Graie nel dipartimento francese della Savoia.

## Descrizione
Prende forma dalle vette dell'Uia di Ciamarella e dell'Albaron di Savoia, ha un'area di circa 270 ettari.  il nome del ghiacciaio deriva da éve che significa acqua. A causa del ritiro del ghiacciaio tra gli anni 1939 e 1949 si è formato il lago des Evettes.
A valle del ghiacciaio vi è il Rifugio des Evettes.